# Давньоримські імена
У класичний період повне римське чоловіче ім'я зазвичай складалося з трьох, або чотирьох компонентів: 
1. пре́номена (лат. praenomen) — особистого імені;
2. но́мена (лат. nomen) — спадкового родового (династичного) імені;
3. ко́гномена (лат. cognomen) — прізвиська, або спадкового сімейного імені (прізвища).
4. агномена (лат. agnomen) — прізвиська.

Така система пішла від цивілізації етрусків.
Жінок, як правило, називали жіночою формою номену батька, після якої йшов когномен батька (або чоловіка — для одруженої жінки) у родовому відмінку, та показник послідовності серед сестер. З часів пізньої Римської республіки жінки іноді приймали жіночу форму когномена їх батьків. Жінки зазвичай не мали преномена та агномена, за винятком коли їхні батьки їм вирішували їх дати.

## Історія
На самому початку римської держави, можливо, люди називалися тільки одним іменем (наприклад, Ромул). Зі зростанням населення у вжитку з'явилося друге, родове ім'я. У ранній Республіці, кожен член сім'ї мав щонайменше два імені — преномен та родову форму імені патріарха, яка стала фіксованим та спадковим номеном.
Ця двоіменна номенклатура була унікальною серед індоєвропейських мов тих часів. Також, основною частиною імені (номеном) було успадковане родове ім'я, а не особове ім'я (преномен). Імовірно, ця обставина і спричинила невелику кількість вживаних преноменів.
Пізніше, ще за часів Республіки, був доданий когномен, аби розрізняти сім'ї одного роду, бо розмір родів, що мали право голосу, вимагав диференціації. Таким чином, патриції (аристократія) зазвичай мали три імені (лат. Tria Nomina). Хоча ця система датується кінцем V ст. до н. е., вона вкорінювалася дуже повільно, не з'являючись в офіційних документах до кінця II ст. до н. е., і не стала загальновживаною аж до часів Сулли, тобто незадовго до Імперії. Ще повільніше вона приймалася плебеями; перші згадки плебейських когноменів датовані 125 р. до н. е., і протягом наступного сторіччя когномен також не був популярним.
У Візантійській імперії, давньоримські культура, мова та імена були послідовно замінені на грецькі.

## Чоловіче ім'я

### Преномен
Преномен (лат. praenomen, множ. — praenomina) був єдиною складової частиною імені, де батьки мали хоч якийсь вибір. Він був подібний сучасному чоловічому імені. Це було особове ім'я, яке давалося хлопчику в день його люстрації. Як правило, тільки члени родини називали особу її преноменом. Термін «praenomen» складається з префіксу prae- («перед») і nomen («ім'я») . Жінки, за римським звичаєм, преноменів не мали.

#### Кількість та частота вживання
Порівняно з більшістю культур, римляни вживали невелику кількість особових імен (загальна кількість — 72). Приблизно 98 % усіх чоловічих римських імен становили 18 найуживаніших преноменів, з яких найпопулярніші — Луцій, Гай, Марк — становили 59 %. Як правило, преномени мали настільки давнє походження, що вже у класичну епоху значення більшості з них виявилося забутим. У написах особові імена майже завжди писалися скорочено (1—3 літери).
У III ст. номен Аврелій (Aurelius) став одним з найпопулярніших преноменів, після того, як імператор Марк Аврелій Антоній, відомий як Каракалла надав римське громадянство усім вільнонародженим жителям Імперії, а нові громадяни, на знак подяки, прийняли ім'я свого імператора.
Хлопчик отримував особисте ім'я на восьмий або дев'ятий день після народження. Довгий час існувала традиція давати особове ім'я тільки чотирьом старшим синам, а решті особистим іменем могли слугувати порядкові числівники: Quintus (П'ятий), Sextus (Шостий), Septimus (Сьомий), Octavius (Восьмий), та Decimus (Десятий). З часом, ці імена стали загальновживаними (тобто перетворилися на особові), і, як наслідок, людина, що носила ім'я Секст, не обов'язково мала бути шостим сином у родині. Як приклад, можна згадати полководця Секста Помпея, другого сина члена першого тріумвірату Гнея Помпея Великого. Існує гіпотеза, що преномен-числівник став означати номер місяця, коли народилася дитина, згідно іншої теорії, можливо, з часом, батькам здалося, що такі імена досить милозвучні та можуть надаватися незалежно від послідовності та місяця народження.
Часто старший син отримував преномен батька. У 230 р. до н. е. ця традиція була закріплена постановою сенату, тому особове ім'я батька почало, як правило, переходити до старшого сина. Наприклад, імператор Октавіан Август мав, як і його прапрадід, прадід, дід і батько, ім'я Гай.

#### Вживання преноменів
У деяких родах використовувалася обмежена кількість особистих імен і, в свою чергу, деякі преномени вживалися тільки в межах одного роду. Наприклад, у Корнеліїв Сципіонів були тільки Гней, Луцій та Публій, у Клавдіїв Неронів — тільки Тіберій та Децим, у Доміціїв Агенобарбів — тільки Гней та Луцій. Частково, це пояснюється тим, що батьки сімейств називали синів своїми іменами.
За римською традицією постановою сенату преномен злочинця міг бути назавжди виключений з того роду, до якого він належав. Тіт Лівій розповідає, як у IV ст. до н. е. Марк Манлій Капітолін був обвинувачений у зраді. Сенат постановив, що відтепер жоден член роду Манліїв не може носити преномен Марк і цієї заборони дотримувалися аж до І ст. н. е. Подібно до цього, в патриціанській родині Клавдіїв не вживалося ім'я Луцій, а, згідно з постановою сенату, назавжди було вилучене з роду Антоніїв ім'я Марк після падіння тріумвіра Марка Антонія.
Зазвичай, тільки близькі друзі та члени родини вживали преномени для звертання, в той час як сторонні люди вживали особові імена лише для глузування. Греки до І ст. також мали звичку вживати тільки преномен, звертаюсь до римлян. Особове ім'я Pupus (хлопчик) вживалося тільки по відношенню до дітей.
У ранній дореспубліканський період, преномени мали жіночі версії, які зазвичай закінчувались на -a (напр.: Larthia від Larth). За часів Республіки жінки вже не мали преноменів. Винятком були жінки з імператорської родини, яким часто давали ім'я Юлія (лат. Julia); це найчастіше були дружини імператорів, але іноді і сестри та матері.

### Номен
| Походження        | Закінчення | Приклади             |
| ----------------- | ---------- | -------------------- |
| римське           | -ius       | Tullius, Julius      |
| римське           | -is        | Caecilis             |
| римське           | -i         | Caecili              |
| сабінсько-оскське | -enus      | Alfenus, Varenus     |
| умбрське          | -as        | Maenas               |
| умбрське          | -anas      | Mafenas              |
| умбрське          | -enas      | Asprenas, Maecenas   |
| умбрське          | -inas      | Carrinas, Fulginas   |
| етрусське         | -arna      | Mastarna             |
| етрусське         | -erna      | Perperna, Calesterna |
| етрусське         | -enna      | Sisenna, Tapsenna    |
| етрусське         | -ina       | Caecina, Prastina    |
| етрусське         | -inna      | Spurinna             |

Родове ім'я, або nomen gentile, було назвою роду і відповідало приблизно сучасному прізвищу. Номен вказувався у формі прикметника чоловічого роду і закінчувався в класичну епоху на -ius: Tullius — Туллій (з роду Тулліїв), Julius — Юлій (з роду Юліїв); в республіканську добу зустрічаються також закінчення -is, -i. Родові імена неримського походження мали закінчення, що відрізняються від вищезгаданих.
В написах номени, як правило, пишуться повністю; за часів Імперії скорочувались лише імена дуже відомих родів: Aelius — Ael., Antonius — Ant.або Anton., Aurelius — Avr., Claudius — Cl. або Clavd., Flavius — Fl. або Fla., Julius — I. абоIvl., Pompeius — Pomp., Valerius — Val., Ulpius — Vlp.
Загальна кількість родових імен, по Варрону, доходило до тисячі. Більшість номенів має настільки давнє походження, що їх значення забуто. Тільки деякі мають певний зміст: Asinius від asinus (осел), Caelius від caecus (сліпий), Caninius від canis (собака), Decius від decem (десять), Fabius від faba (біб), Nonius від nonus (дев'ятий), Octavius відoctavus (восьмий), Ovidius від ovis (вівця), Porcius від porca (свиня), Septimius від septimus (сьомий), Sextius та Sextilius від sextus (шостий), Suillius від suilla (свинина).

### Когномен
Когномен (лат. cognomen, від co — «разом» і nomen — «ім'я», множ.- cognomina) — був третьою складовою давньоримського імені. Він виник як прізвисько, але втратив своє значення, коли став спадковим.
Через обмежену кількість латинських преноменів, когномен почав використовуватися, щоб відокремити сім'ї одного роду одну від одної, особливо, коли особисте ім'я батька переходило до старшого сина. Таким чином, в написах зустрічаються Луцій Сергій Перший, Квінт Емілій Другий; в одному написі дід, син та онук звуться Квінт Фульвій Рустік, Квінт Фульвій Аттіан і Квінт Фульвій Карізіан.
Когномени виникли значно пізніше, ніж особисті та родові імена, тому їх значення у більшості випадків зрозуміле. Вони можуть означати:
- походження роду (напр: Фуфії пересилилися до Рима з кампанейського містечка Cales, тому мали когномен Calenus)
- пам'ятні події (в плебейському роді Муціїв з'явився когномен Scaevola (Лівша) після того, як у 508 р. до н. е. під час війни з етрусками Гай Муцій спалив свою руку на вогні жаровні, чим кинув в дрож ворогів та їх царя Порсенну)
- особливості зовнішності (Crassus — Товстий, Laetus — Огрядний, Macer — Худий, Celsus — Високий, Paullus — Невисокий, Rufus — Рудий, Strabo — Косоокий, Nasica — Гостроносий тощо)
- риси характеру (Severus — Жорстокий, Probus — Чесний, Lucro — Ненажера тощо)

Індивідуальне прізвисько, яке дали комусь з представників роду, часто переходило на нащадків і ставало назвою родини або окремої гілки роду: Cicero — Цицерон, Caesar — Цезар. Наприклад, до роду Корнеліїв належали сім'ї Сципіонів, Руфінів, Лентулів і т. ін.
Наявність когномена не була обов'язковою, і в деяких плебейських родинах (у Маріїв, Антоніїв, Октавіїв, Серторіїв і т. д.) особисті прізвиська, як правило, були відсутні; прикладом може слугувати консул Гай Марій (лат. Gaius Marius). Але відсутність когномена була винятком з правил, бо більшість родів Риму була настільки давнього походження, що кожен з них нараховував по декілька відгалужень.
Вже в пізній Республіці вживання когноменів навіть в побутовій розмові стало типовим. Представники вищих верств населення, звертаючись один до одного, зазвичай вживали когномен.
Зараз ми говоримо про багатьох видатних римлян, вживаючи лише їхній когномен. Наприклад Цицерон (лат. Cicero — «курча») коротко визначає Марка Туллія Цицерона, а Цезар (Caesar) — Гая Юлія Цезаря.

### Агномен
Траплялись випадки, коли одна людина мала два прізвиська, друге з яких називалося агномен (лат. agnomen). Поява агномена частково обумовлена тим, що старший син часто успадковував всі три імені батька, і таким чином, в одній родині виявлялося декілька чоловіків з однаковими іменами. Наприклад, у відомого оратора Марка Туллія Цицерона батько і син також були Марками Тулліями Цицеронами.
Агномен частіше за все був особистим прізвиськом в тому випадку, якщо когномен був успадкований. Іноді римлянин отримував агномен за які-небудь особливі заслуги. Публій Корнелій Сципіон на честь своєї перемоги над Ганнібалом в Африці у 202 р. до н. е. почав урочисто називатися Африканським (лат. Africanus). Lucius Aemilius Paullus отримав прізвисько Macedonicus за перемогу над македонським царем Персеєм у 168 р. до н. е.. Диктатор Сулла самостійно приєднав до свого імені агномен Felix («щасливий»), таким чином його повне ім'я стало Lucius Cornelius Sulla Felix. Агномен Felix з особистого прізвиська перетворився на спадкове (консул 52 р. до н. е. Faustus Cornelius Sulla Felix).
Як правило, агномен мали члени давніх і вельможних родів, що нараховували багато відгалужень та когноменів. В таких родах когномен іноді майже зливався з родовим іменем і вживався неподільно з ним для назви роду. Відомий плебейський рід Цециліїв (Caecilii) мав давній когномен Metellus, значення якого забуте. Природно, що майже всі члени цього роду мали агномен.
Багато відгалужень мав патриціанський рід Корнеліїв. Один з членів цього роду отримав прізвисько Scipio (жезл, палка), тому що був поводирем свого сліпого батька і був йому начебто замість посоха. Когномен Scipio закріпився за його нащадками, з часом Корнелії Сципіони посіли видне місце у своєму роді і отримали агномени. У III ст. до н. е. Гней Корнелій Сципіон отримав агномен Asina («ослиця») за те, що привів на Форум навантажену золотом ослицю як заставу. Інший представник Корнеліїв Сципіонів отримав прізвисько Nasica («гостроносий»), яке перейшло до його нащадків і стало слугувати назвою відгалуження роду, таким чином, з роду Корнеліїв Сципіонів виділилися Сципіони Назіки. Природно, що Сципіони Назіки як індивідуальне прізвисько отримували третій когномен, так що повне ім'я могло складатися вже з п'яти імен: Publius Cornelius Scipio Nasica Serapio, консул 138 р. до н. е.; прізвисько Serapio (від єгипетського бога Серапіса) йому дав народний трибун Куріацій за його схожість з торговцем жертвенними тваринами.
Деякі особи мали по два родових імені, це бувало в результаті усиновлення. За римськими звичаями, всиновлений приймав особисте ім'я, родове ім'я та когномен того, хто його всиновлював, а своє родове ім'я зберігав у зміненому вигляді з суфіксом -an-, яке займало місце агномена. Гай Октавій, майбутній імператор Август, після його всиновлення Гаєм Юлієм Цезарем отримав ім'я Gaius Julius Caesar Octavianus — Гай Юлій Цезар Октавіан.

### Імена іноземного походження
З поширенням римської експансії поза межі Апеннінського півострова у вжиток вводилися іноземні імена. Звільнені солдати іноземних римських легіонів та усі інші, що отримали римське громадянство, могли (а багато хто саме так і робив) використовувати далі щонайменше частково свої старі імена. Більшість з них були грецького походження, а інші походили з регіонів, які були під римським впливом. Іноземні солдати діючої армії, яким було надано громадянство, часто приймали номен їхнього імператора, додаючи своє іноземне ім'я як когномен.
Нові громадяни часто на додачу брали номен правлячого імператора. Наприклад, після того, як Каракалла (Marcus Aurelius Septimius Bassianus Antoninus) поширив громадянські права на всіх вільних людей в імперії, багато хто з них взяли номен Aurelius (насправді, номеном Каракалли був Septimius. Номен Aurelius був доданий з претензією на приналежність до римського нобілітету).

## Жіноче ім'я
Імена римських жінок значно змінювалися протягом усього існування римської держави. Жінки, як правило, не мали преномена і називалися жіночою формою номену батька. Якщо вимагався детальніший опис, слідом за іменем йшов батьківський когномен у родовому відмінку або, у шлюбі, когномен чоловіка, за яким слідував показник послідовності серед сестер. Більшість римських жіночих імен мають закінчення -a, підкреслюючи жіночу форму імені та вказуючи на відміну, яку необхідно використовувати при зверненні.
За часів пізньої Республіки жінка також приймала жіночу форму когномену її батька. Aquilia Severa була дочкою Aquilius і вийшла заміж за Severus (в її випадку обидва її імені походять від номена). Фемінізований когномен часто створювався у зменшеній формі, наприклад дружина Августа Лівія Друзілла була дочкою Марка Лівія Друза.
Якщо у сім'ї були тільки дві дочки, вони могли розрізнятися як Старша і Молодша. Дочками Марка Антонія були Антонія Старша (бабуся імператора Нерона) та Антонія Молодша (мати імператора Клавдія). Якщо в родині було більше, ніж дві дочки, вони розрізнялися за порядковими номерами — Secunda (друга), Tertia (третя), Quinta (п'ята) тощо (наприклад, Cornelia Quinta, п'ята дочка Корнелія (Cornelius)). Епітети старшої і молодшої також слугували для розрізнення матерів і дочок, які мали однакові імена, наприклад, Агріппіна Молодша і Юлія Молодша, відповідно, дочки Агріппіни Старшої та Юлії Старшої.

### Еволюція жіночого імені

#### Рання Республіка
Спочатку, римські жінки називалися виключно родинним ім'ям. Наприклад, жінка з роду Еміліїв носила б ім'я Емілії (Aemilia). Якщо в родині було багато дочок, їй би дали когномен, що вказував на порядок її народження (приклад: Емілія Терція (Aemilia Tertia), тобто Емілія Третя).
Жіночі імена загалом відображали родинне ім'я або номен батька чи патріарха родини. Наприклад, якщо чоловічий номен був Корнелій (Cornelius), тоді його дочка звалася б Корнелією (Cornelia); якщо б номен був Семпроній (Sempronius), дочка була б Семпронією (Sempronia).
Ще одним прикладом можуть бути Лелія Старша (Laelia Major) та Лелія Молодша(Laelia Minor), дочки Гая Лелія Сапієнса (Gaius Laelius Sapiens).
Невідомо, чи перейменовувалися дочки, якщо старші сестри помирали, але Емілія Терція дружина Сципіона Африканського нащадкам була відома як Емілія Маленька (Aemilia Paulla). Це може відображати її видатніше становище, як це сталося з її меншою дочкою, яку всі називали Корнелією Африканською (Cornelia Africana), а не Корнелією Африканською Молодшою (її старша сестра прожила достатньо довго, аби народити сина).

#### Пізня Республіка
Жінка почала використовувати когномен свого батька, наприклад Корнелія Сулла (Cornelia Sulla), Помпея Магна (Pompeia Magna) або Корнелія Метелла (Cornelia Metella)
Іншими історичними прикладами слугують:
- Ліцинія Красса Старша (Licinia Crassa Major) та Ліцинія Красса Молодша (Licinia Crassa Minor), дочки Луція Ліцинія Красса (Lucius Licinius Crassus);
- Семпронія Тудітані (Sempronia Tuditani), дочка Семпронія Тудітана (Sempronius Tuditanus).

Полібій, описуючи останні роки Середньої Республіки, називає Емілію Терцію просто Емілією, роблячи її ідентифікацію зрозумілою за контекстом. Лівій, пишучи про численних жінок Республіки, також називає їх просто жіночими версіями номенів їх батьків. За часів Ранньої Республіки — це Волумнія (Volumnia — матір Коріолана), діва Вергінія (Verginia), зраджена дружина Лукреція (Lucretia), за Середньої Республіки — отруйниці Корнелія (Cornelia), Ліцинія (Licinia), Муція (Mucia) та Публілія (Publilia).

#### Імперські часи
За часів розквіту імперії римські жінки використовували різноманітніші імена, і навіть не одне. Система найменувань стала більш ексцентричною.
1. Жінка могла називатися на честь бабки по лінії батька, наприклад, Лівілла (Livilla) на честь своєї бабусі Лівії (Livia)
2. Ім'я могло бути комбінуванням родинного імені та імені матері або бабки, наприклад Плавція Ургуланілла (дружина імператора Клавдія) називалася на честь роду батька і бабусі по батьковій лінії.
3. Жінка також могла мати ім'я на честь роду свого батька і місця походження (щось на зразок подібних чоловічих імен, але без окремого преномена).
4. Жінка могла називатися на честь інших родичів, наприклад Друзілла (Drusilla), сестра Клавдія, була названа на честь діда по лінії батька, когноменом якого був Друз (Drusus).

Особливо чітко це простежується в іменах імператорських родин. Коли ще дружин Августа називали родовими іменами їх родів (наприклад, Клавдія Пульхра (Claudia Pulchra), Скрибонія (Scribonia) та Лівія (Livia)), а дружин Тиберія — Віпсанією та Юлією за номенами їх батьків, третє покоління імператорської родини вже використовувало змінену систему найменувань.
Дочки Юлії від другого чоловіка Марка Віпсанія Агріппи були Юлія Молодша та Агріппіна, не Віпсанія Терція (Третя) та Віпсанія Кварта (Четверта). Її онучок звали Агріппіна Молодша, Друзілла тощо, а не за ім'ям родини їх прийомного батька Юлія. Більш того, у родині Октавії та Марка Антонія система імен для їх дочок (і дочок Октавії від першого шлюбу) була традиційна, але їх онучка Лівілла (дочка Друза Клавдія) названа вже незвично.
У пізніших поколіннях жінки брали відразу два імені, так дочки Клавдія не були Клавдією Старшою (Claudia Major) та Клавдією Молодшою (Claudia Minor), а звалися відповідно Клавдія Антонія (Claudia Antonia) та Клавдія Октавія (Claudia Octavia). Серед еліти стали звичними такі імена як Помпонія Греціна (Pomponia Graecina). В ще пізніших поколіннях жіночі імена мали невелику, або ж ніяку, схожість з іменами їх батьків. В династії Северів більшість жінок мали перше ім'я Юлія (яке не було іменем їх родини), а другі імена були різні. В династії Феодосіїв дочку Феодосія І звали не Феодосія, а Галла Плацидія (Galla Placidia), тобто частково на честь матері.
Лівій, Светоній і Тацит, як і інші історики класичного Риму Валерій Максім, Плутарх і Авл Гелій, описують зростаючу заплутаність римських жіночих імен. Вони писали, в основному, про жінок з імператорських родин, але згадують і імена деяких видатних патриціанок та вільних жінок.

## Імена рабів
У найдавніші часи раби не мали індивідуальних імен. Юридично всі раби вважалися дітьми хазяїна і були настільки ж бесправні, як і інші члени родини. Так утворилися архаїчні рабські імена, що складалися з особистого імені господаря, патріарха родини, та слова (puer) (хлопчик, син): Gaipor, Lucipor, Marcipor, Publipor, Quintipor, Naepor (Gnaeus = Naeos + puer), Olipor (Olos — архаїчна форма особистого імені Aulus).
Із зростанням рабовласництва виникла необхідність в особових іменах для рабів. Частіш за все раби зберігали те ім'я, яке мали, коли ще були вільними людьми. Дуже часто римські раби мали імена грецького походження: Антігон, Гіппократ, Діадумен, Музей, Олександр, Фелодеспот, Філокал, Філонік тощо. Грецькі імена іноді давали рабам-варварам.
Ім'я раба могло вказувати на його походження або місце народження: Dacus — дакієць, Corinthus — коринтянин, Сир (уродженець Сирії), Галл (уродженець Галлії), Фрікс (з Фригії); в написах зустрічаються раби з ім'ям Peregrinus — чужоземець.
Також рабам давали імена міфічних героїв: Ахілл, Гектор; назви рослин або мінералів: Адамант, Сардонік і т. ін. Замість імені раб міг мати прізвисько «Перший», «Другий», «Третій».
Рабська доля в Римі була дуже важкою, але це ніяк не відобразилося на іменах рабів, які не мали глузливих прізвиськ. Навпаки, у рабів зустрічаються імена Felix і Faustus («Щасливий»). Вочевидь, такі прізвиська, що ставали іменами, отримували тільки ті раби, життя яких склалося порівняно вдало. В написах згадуються: Фауст, пекар Тиберія Германіка, та Фауст, завідувач парфумерною крамницею свого господаря Попілія, Фелікс, який завідував прикрасами Гая Цезаря, інший Фелікс, управитель володіннями Тиберія Цезаря, і ще один Фелікс, наглядач у вовноткацьких майстернях Мессаліни; дочки одного раба з дому Цезарів іменувалися Фортуната і Феліца.
Не раз у рабів зустрічається ім'я Ingenus або Ingenuus («Вільнонароджений»). У рабів, що народилися у рабстві, бували імена Vitalio та Vitalis («Живучий»)
По відношенню до імен рабів не було ніяких суворих правил. Тому при купівлі раба в офіційному документі його ім'я супроводжувалося приміткою «чи яким би іншим іменем він не називався» (лат. sive is quo alio nomine est).
В написах після імені раба зазначалося ім'я господаря у родовому відмінку і рід занять раба. Після імені господаря стоїть слово servus (раб), завжди скорочене до ser., дуже рідко s, також воно може стояти між двома когноменами господаря. Загалом суворого порядку слів немає. Слово «раб» часто зовсім відсутнє; як правило, його немає у рабів, які належать жінкам. Наприклад, Euticus, Aug(usti) ser(vus), pictor — Евтік, раб Августа (імператорський раб), живописець, Eros, cocus Posidippi, ser(vus) — Ерот, кухар, раб Посидіппа, Idaeus, Valeriae Messalin(ae) supra argentum — Ідей, скарбник Валерії Мессаліни.
Проданий раб зберігав родове ім'я або когномен свого попереднього хазяїна у зміненому вигляді із суффіксом -an-: Philargyrus librarius Catullianus — Філаргір, писар, куплений у Катулла.

## Іменавільновідпущеників
Вільновідпущеник (тобто раб, який отримав свободу) набував особисте і родове ім'я колишнього господаря, який ставав його патроном, а своє минуле ім'я зберігав як когномен. Так, секретар Цицерона Тірон, звільнившись від рабства, називався M. Tullius M. libertus Tiro — Марк Туллій відпущеник Марка Тірон. Раб на ім'я Апелла, відпущений на свободу Марком Маннеєм Прімом, став зватися Марк Манней Апелла. Рабиня Басса, відпущена Луцієм Гостилієм Памфілом, отримала ім'я Гостилія Басса. Луцій Корнелій Сулла звільнив десять тисяч рабів, які належали особам, що загинули під час проскрипції; всі вони стали Луціями Корнеліями (відома «армія» з десяти тисяч Корнеліїв).
В написах часто зустрічаються імена імператорських вільновідпущеників: Гай Юлій Ерот, кравець театральних костюмів Тиберій Клавдій Діптер, завідувач тріумфальним білим одягом імператора Марк Кокцей Амбросій, завідувач мисливським одягом імператора Марк Ульпій Евфросин, завідувач прийманням друзів імператора Марк Аврелій Сукцесс та ін.
В написах між номеном і когноменом вільновідпущеника скорочено вказувалося особисте ім'я господаря і стоїть l або lib (= libertus), дуже рідко вказується тріба: Q(uintus) Serto[rius], Q(uinti) l(ibertus), Antiochus, colonus pauper — Квінт Серторій Антіох, вільновідпущеник Квінта, бідний колон. В поодиноких випадках замість особистого імені колишнього господаря стоїть його когномен: L(ucius) Nerfinius, Potiti l(ibertus), Primus, lardarius — Луцій Нерфіній Прим, вільновідпущеник Потіта, ковбасник. Вільновідпущеники імператорського дому в написах позначаються скорочено Avg l (Avg lib), тобто Augusti libertus (після родового імені або після когномена): L(ucio) Aurelio, Aug(usti) lib(erto), Pyladi, pantomimo temporis sui primo — Луцію Аврелію Піладу, імператорському вільновідпущенику, першому пантоміму свого часу.
Зрідка зустрічаються вільновідпущеники з двома когноменами: P(ublius) Decimius, P(ublii) l(ibertus), Eros Merula, medicus clinicus, chirurgus, ocularius — Публій Децимій Ерот Мерула, вільновідпущеник Публія, лікар-терапевт, хірург, окуліст.
Вільновідпущеники жінок в написах позначаються скороченням Ɔ L (перевернута буква С являє собою залишок архаїчного жіночого імені Gaia): L(ucius) Crassicius, Ɔ (= mulieris) l(ibertus), Hermia, medicus veterinarius — Луцій Крассицій Гермія, вільновідпущеник жінки, ветеринарний лікар.
Вільновідпущеники міст як родове ім'я отримували ім'я Publicius (від лат. publicus — суспільний) або назву міста: Aulus Publicius Germanus, Lucius Saepinius Oriens et Lucius Saepinius Orestus — вільновідпущеники міста Сепіна в Італії.
Лікарі, служителя божества Ескулапа (Асклепія), зазвичай мали його ім'я. Наприклад, Гай Кальпурній Асклепіад — лікар з Прузи біля Олімпа, який отримав римське громадянство від імператора Траяна. Однак ім'я Асклепій, або Асклепіад, не завжди належало лікарю: в одному написі зустрічається Асклепіад, раб Цезаря, мармуровник.
Вільновідпущеники корпорацій зберігали в своєму імені їх назви: вільновідпущеники корпорації кравців (fabri centonarii) називалися Fabricii та Centonii